# Sven-Olof Petersson (diplomat)
Anders Sven-Olof ”SOP” Petersson, född 12 mars 1947 i Ränneslöv utanför Laholm i Halland, är en svensk civilekonom och diplomat. 
Petersson anställdes på Utrikesdepartementet 1971 och har bland annat tjänstgjort i Dar es-Salaam, Alger och vid svenska delegationen vid Europarådet i Strasbourg. Petersson var 1989–1995 minister och andreman vid Sveriges ambassad i Washington. Därefter var han stationerad i Stockholm vid Utrikesdepartementet, från 1998 som biträdande utrikesråd och från 2000 som utrikesråd för politiska frågor. Åren 2002-2008 var han chef för Sveriges ständiga representation vid Europeiska unionen i Bryssel (EU-ambassadör) och 2008-2014 var han ambassadör vid svenska ambassaden i Canberra, Australien. Mellan september 2014 och juni 2017 var Petersson styrelseordförande för Stockholms internationella fredsforskningsinstitut.